# Жуково (Татарское сельское поселение)
Жуково — деревня в Монастырщинском районе Смоленской области России. Входит в состав Татарского сельского поселения. Население — 9 жителей (2007 год). 
Расположена в западной части области в 21 км к юго-западу от Монастырщины, в 31 км южнее автодороги Р135 (Смоленск - Красный - Гусино), на берегу реки Рязанка. В 48 км севернее деревни расположена железнодорожная станция Гусино на линии Москва — Минск. 

## История
В годы Великой Отечественной войны деревня была оккупирована гитлеровскими войсками в июле 1941 года, освобождена в сентябре 1943 года.